# Alfred Johannot
Pour les articles homonymes, voir Johannot.
Alfred Johannot né le 21 mars 1800 à Offenbach-sur-le-Main et mort le 7 décembre 1837 à Paris est un peintre et graveur français.
Il est le frère de Charles et Tony Johannot.

## Biographie

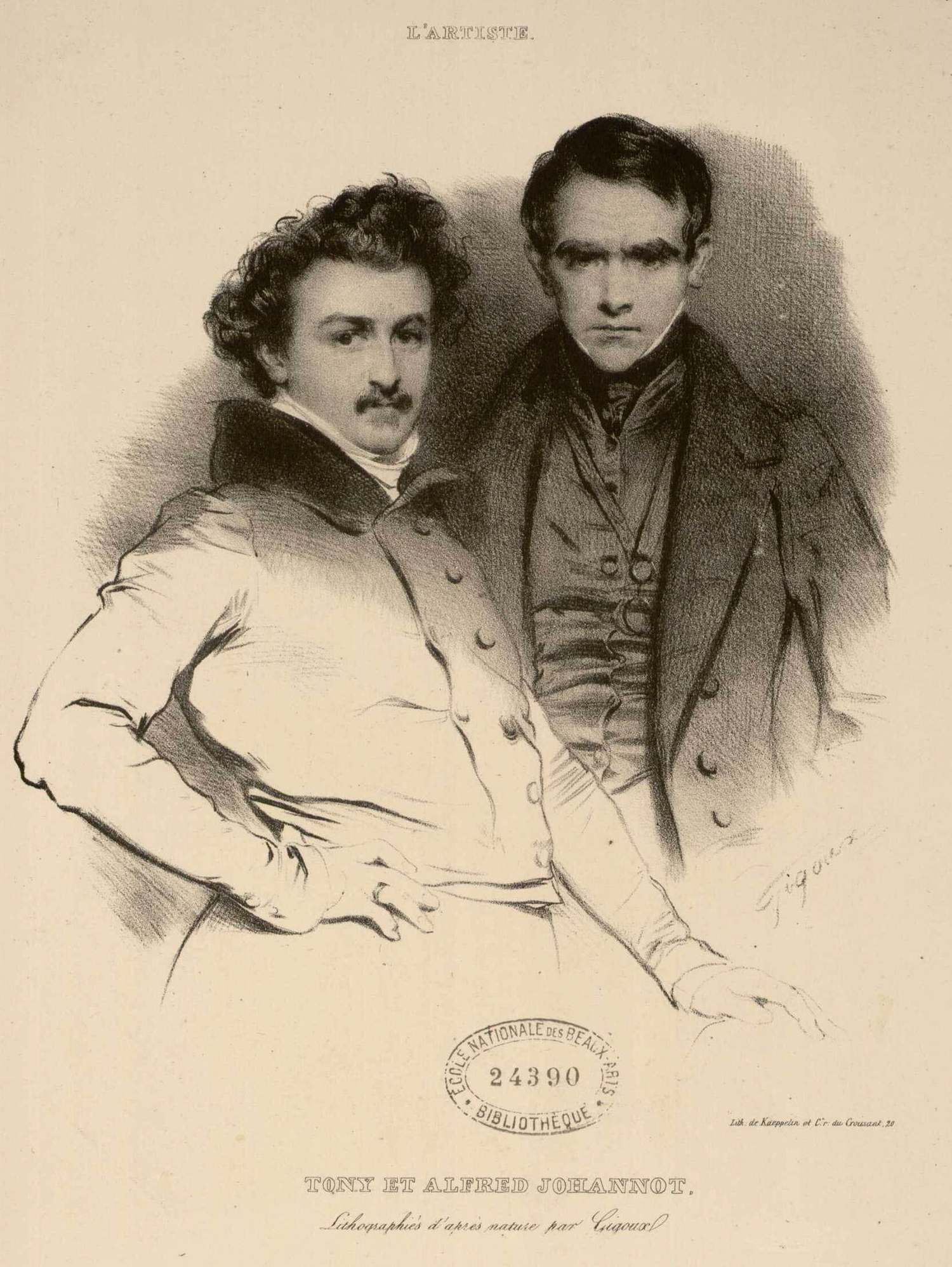
Tony et Alfred Johannot lithographiés d'après nature par Jean Gigoux dans L'Artiste.

Alfred Johannot est né le 21 mars 1800 à Offenbach-sur-le-Main de parents français, originaire du Vivarais,. En 1806, il emménage à Paris avec son père et entre à l'École du Louvre afin d'y étudier la peinture, et apprend la gravure avec son frère ainé Charles. Pour vivre, il grave des œuvres de commande, vignettes et images publicitaires. En 1831, il débute au Salon.
La planche Le Duc d'Anjou déclaré Roi d'Espagne en 1700, gravée d'après le tableau de François Gérard, est exposée lors du Salon de 1834. Hilaire Léon Sazerac écrit à son propos qu'il s'agit d'un « travail lourd » : « Nous préférons cent fois les spirituelles et brillantes vignettes de M. A. Johannot à ce grand cadre austère et froid comme une présentation à la cour dans toute la rigoureuse pratique de l'étiquette. Il faut des limites étroites à la mordante pointe de cet artiste ; elle s'amollit, elle perd de sa verve et de sa chaleur dans un trop large espace. »

## Œuvre

### Peintures
- L’Annonce de la victoire d’Hastenbeck (détruit).
- L’Arrestation de Jean de Crespierre.
- La Bataille de Bratelen.
- La Bataille de Rosebecque.
- Saint Hyacinthe.
- La Visite du duc d’Orléans à l’Hôtel Dieu à l’époque du choléra en 1832.
- L'Entrée de Mademoiselle de Montpensier à Orléans, pendant la Fronde, en 1652, Salon de 1833, huile sur toile, 132,5 x 101 cm, musée des Beaux-Arts d'Orléans[6].
- L’Entrée de Mademoiselle de Montpensier à Orléans, pendant la Fronde, en 1652, 1833, crayon graphite, aquarelle, gouache et gomme arabique sur papier, 45 x 37,5 cm, musée des Beaux-Arts d’Orléans[7].
- La Famille de Cromwell le suppliant de ne pas signer la condamnation de Charles Ier, 1833.
- Henri II, Catherine de Médicis et leurs enfants, 1835, Paris, musée du Louvre.
- François de Lorraine, Duc de Guise, présente à Charles IX les guerriers qui se sont distingués à la bataille de Dreux le 19 décembre 1562, 1836, Eu, Château d'Eu.

### Estampes
- 1827 : Les Orphelins, d'après Ary Scheffer.
- 1827 : Ourika, d'après François Gérard.

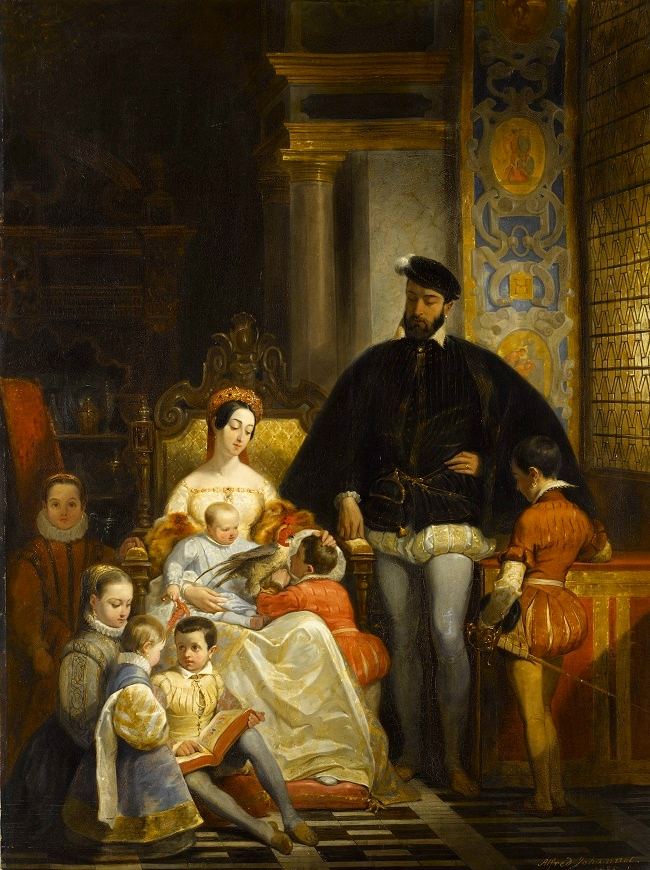
Henri II, Catherine de Médicis et leurs enfants (1835), Paris, musée du Louvre.

- 1827 : Œuvres de Walter Scott, Dominic Cooper et Lord Byron, cadre de culs de lampe et vignettes d'après Alexandre-Joseph Desenne, lui-même étant interprété par les graveurs Auguste II Blanchard et Amédée Maulet.
- 1834 : Le Duc d'Anjou déclaré Roi d'Espagne en 1700, d'après le tableau de François Gérard.

### Ouvrages généraux
- Allgemeines Künstlerlexikon, vol. LXXVIII, 2013, page 153.
- Dictionnaire Bénézit des peintres, sculpteurs, dessinateurs et graveurs, t. 7, Gründ, 1999, 958 p., p. 552.
- Henri Beraldi, Les graveurs du XIXe siècle : guide de l'amateur d'estampes modernes, t. VIII, Jacques Laget, L.A.M.E., 1981, 2e éd., 296 p. (ISBN 978-2-85497-025-8), p. 243-245.
- Gaïte Dugnat et Pierre Sanchez, Dictionnaire des graveurs, illustrateurs et affichistes français et étrangers (1673 - 1950), t. 3, Dijon, L'Échelle de Jacob, 2001, 1556 p. (ISBN 978-2-913224-22-3), p. 1306.
- Alfred Johannot dans mes mémoires 1839-1833 Alexandre Dumas chapitre CCXXV p. 859-864.

### Articles et analyses
- Champfleury, Les vignettes romantiques : histoire de la littérature et de l'art, 1825-1840, Paris, Dentu, 1883, 440 p. (lire en ligne), p. 249-266.
- Jules Janin, Les Catacombes : romans, contes, nouvelles et mélanges littéraires, vol. 5, Werdet, 1839, 251 p. (lire en ligne), p. 87-128.
- Hilaire Léon Sazerac, Lettres sur le Salon de 1834, Delaunay, 1834, 479 p. (lire en ligne), p. 34.

### Monographies
- Aristide Marie, Alfred et Tony Johannot, peintres, graveurs et vignettistes, Paris, H. Floury, coll. « La Vie et l'art romantiques », 1925, 123 p. (EAN 5550002247514).